# Batalla de Varsovia (1656)
La batalla de Varsovia de 1656 (en alemán: Schlacht von Warschau; en polaco: Bitwa pod Warszawą; en sueco: Tredagarsslaget vid Warszawa) fue una batalla que tuvo lugar cerca a Varsovia del 28 de julio al 30 de julio de 1656 (en el calendario gregoriano, del 18 ala 20 de julio en el calendario actual), entre los ejércitos de la Mancomunidad Polaco-Lituana de un lado, y en el otro bando Suecia y el Brandenburgo. Fue la segunda mayor batalla en la segunda guerra del Norte, confrontada entre Polonia y Suecia en el periodo de los años 1655–1660, y a su vez conocida como el El Diluvio. De acuerdo a los estudios hechos por el historiados Hajo Holborn, se ha remarcado el hecho de que esta batalla es el origen e inicio de la "historia militar de Prusia".
En dicha batalla, una pequeña fuerza sueco-brandeburguesa obtuvo la victoria por sobre la más grande y superior en números fuerza polaco-lituana, pero en corto plazo, esta victoria sería vista como menor. Las pérdidas de las fuerzas polaco-lituanas fueron consideradas como insignificantes, dado que los nobles polacos alzados en armas se retiraron prontamente del campo de batalla.

## Preludio
Las fuerzas polaco-lituanas, comandadas por el rey Juan II Casimiro de Polonia, compuesta de al menos 24-25,000 reclutas regulares, los cuales incluyeron solo 950 Húsares alados en 8 estandartes, 2000 tártaros y a 10-13,000 de los levíes nobles (pospolite ruszenie), junto a otros 40 000 hombres de los cuales solo cerca de 4500 eran de la infantería.: 173  Las fuerzas aliadas estaban compuestas por los regimientos bajo el mando de Carlos X Gustavo de Suecia y el príncipe elector Federico Guillermo de Brandeburgo, de los cuales solo contaba con una fuerza de 18 000 hombres, comprendidas en 12,500 hombres de la caballería (en 60 escuadrones), y más de 5500 soldados de la infantería (en 15 brigadas), en las cuales se incluían 8500 hombres de Brandemburgo.: 174  El segundo al comando de las fuerzas de la casa de Brandeburgo era Otto Christoph von Sparr.
Juan II Casimiro embocó a su ejército alrededor del río Vistula: 173  y se encontró al llegar que ya se aproximaban las fuerzas sueco-brandeburguesas a su flanco derecho, a menos de cinco kilómetros al norte de los suburbios de Praga. Carlos X inicialmente esperaba que llegando así hubiese podido destruir a las fuerzas polaco-lituanas y a los tártaros antes de que se unieran a ellos las fuerzas restantes de la Mancomunidad, pero este plan falló por completo. Algunos de los oficiales del ejército de Brandeburgo consideraban ya a las fuerzas polaco-lituanas superiores en número y luego de verse en esta situación decidieron tocar la retirada.

## Primer día
Carlos X de Suecia marchó con el ejército aliado hacia el margen derecha (este) del Vistula el 28 de julio y tomó por asalto las posiciones del ejército polaco.: 174  Sin embargo, la infantería ya se había introducido en un corredor cercano junto a la rivera, con lo cual se previno toda acción posible para ser repelidos de allí.: 174 

## Segundo día
Carlos, rotando sus fuerzas hacia el flanco izquierdo, las trasladó hacia la derecha polaca, a través del Bosque de Białołęka en una estrecha llanura, consolidando su posición tras las líneas de los húsares polacos, quienes quedaron sin opciones de respuesta.: 174  Los 800 húsares de Aleksander Polbinski condujeron las tres líneas de caballería, reiter, guardando los flancos de la infantería de Carlos.: 174  Los húsares rompieron a través de la primera línea, pero fueron detenidos por la segunda línea de los regimientos de la infantería de Uppland y Småland.: 174  La caballería cosaca, la pancerna, no participó en el ataque, por lo que se mantuvo en reserva.: 174  Al ver que los aliados sueco-brandeburgueses se mantuvieron firmes en sus posiciones, Juan II Casimiro se retiró junto a su ejército a través del puente sobre el Vístula, siendo su retirada cubierta por sus fuerzas de caballería.: 174 

## Tercer día

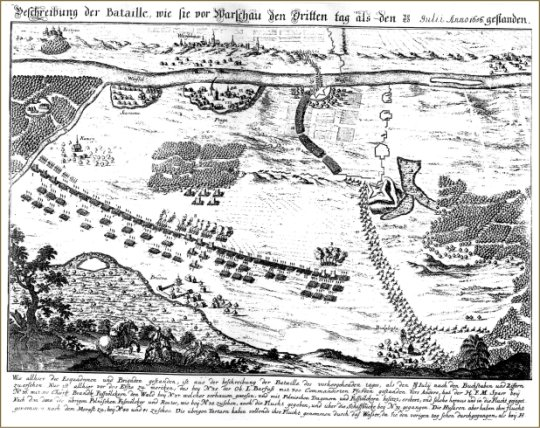
Un mapa contemporáneo de la zona en la que la "Batalla de Varsovia" tuvo lugar, en su tercer día.

Los aliados, es decir Suecia y Brandeburgo; ocuparon la explanada en la retoma, a lo que las fuerzas de la caballería de la alianza Polaco-lituana escaparon cerca a las orillas del río Vistula y el rey polaco Juan Casimiro abandonó Varsovia nuevamente.: 174 

## Resultado final
Los aliados (Brandeburgo y Suecia) ocuparon la ciudad de Radom el 10 de agosto, y los acuartelamientos de los Brandenburgo reemplazaron a los de los suecos en Wielkopolska, pero éstos se rehusaron a apoyar a los suecos posteriormente, obligando a Carlos a retirarse al norte del territorio de la Prusia real.: 174  Juan Casimiro se reagrupó rápidamente en la ciudad de Lublin.: 177 